# Bel Ami (2012)
Bel Ami ist die erste britische und die insgesamt sechste Romanverfilmung von Guy de Maupassants erfolgreichstem Werk. Die Macher konnten so bekannte Darsteller wie Robert Pattinson, Uma Thurman, Kristin Scott Thomas und Christina Ricci für die Produktion gewinnen.
Premiere feierte der Kostümfilm am 17. Februar 2012 auf der Berlinale, in die deutschen Kinos kam er am 3. Mai 2012.

## Handlung
Paris, um 1880: Der beinahe mittellose Georges Duroy kehrt von den Truppen in Afrika zurück nach Paris. In einem Nachtclub trifft er auf seinen ehemaligen Regimentskameraden Forestier, der inzwischen als Leiter des politischen Teils der Zeitung Vie Française arbeitet, die von Bankier Rousset herausgegeben wird.
Die Frauen liegen Duroy zu Füßen, darunter neben Clotilde auch die Ehefrau des Verlegers Rousset und seine Tochter Suzanne. Verleger Rousset wiederum will Duroys Erlebnisse in einer Artikelserie veröffentlichen. Die Artikel soll Duroy schreiben; der vergnügt sich aber lieber mit Rachel und lässt sich am Ende die Artikel von der schreib- und wortgewandten Madeleine, der Gattin von Forestier, diktieren. Da sich Duroy in den Artikeln auf die Seite der Marokkaner stellt, werden die marokkanischen Anleihen von den Lesern gekauft und steigen im Wert. Als Rousset Verluste befürchten muss, setzt er Duroys Artikel ab, stellt ihn jedoch gezwungenermaßen als Schreiber der „Klatsch-Spalte“ bei der Zeitung an.
Duroy wird der Liebhaber von Clotilde de Marelle. Über sie versucht er, weiter an gesellschaftlicher Macht zu gewinnen, doch fühlt die sich bald ausgenutzt. Als beide ausgehen und Duroy von einer ehemaligen Geliebten bemerkt wird, ignoriert er sie. Rachel macht öffentlich, dass beide noch letzte Woche zusammen waren, als Duroy sich schon längst von Clotilde aushalten ließ, und die fährt entsetzt ab. Unterdessen gelingt es der Zeitung, die Regierung zu Fall zu bringen und ihren Favoriten Laroche-Mathieu als Außenminister einsetzen zu lassen. Eine Besetzung Marokkos scheint nun die logische Folge zu sein.
Duroy hält sich nun an Madeleine Forestier, die er umgarnt. Als ihr Ehemann verstirbt, heiratet Duroy Madeleine und steigt zum politischen Redakteur der Vie Française auf. Er beginnt gleichzeitig, Roussets Frau den Hof zu machen und auch mit ihrer Tochter Suzanne, die ihn liebt, zu flirten. Duroy gerät in eine politische Intrige. Rousset und Laroche-Mathieu weisen ihn an, in Artikeln über Marokko anklingen zu lassen, dass Frankreich das Land nicht besetzen wird. Der Wert der marokkanischen Anleihen sinkt und erst von Mme. Rousset erfährt Duroy, dass alles nur ein Trick war – Rousset hat die Anleihen billig aufgekauft, Marokko soll besetzt werden.
Zu Hause erwischt Duroy Madeleine und Laroche-Mathieu in flagranti und setzt sofort eine Scheidung durch. Rousset versucht er mit seinem Wissen um des Außenministers private und politische Affären zu erpressen. Er will die politische Leitung der Vie Française, einen Abgeordnetenposten sowie Anteile am in Marokko zu erwartenden Gewinn. Rousset lehnt nach einigen Tagen ab und lässt lieber Laroche-Mathieu absetzen.
Längst hat Duroy in Suzanne eine lohnendere Partie entdeckt und lässt schon bald Mme. Rousset fallen, die sich als seine Geliebte glaubt. Nur Clotilde, die zurückgekommen ist, erkennt, welches Spiel er treibt, und rächt sich stellvertretend für alle anderen betrogenen Frauen, indem sie ihn ohrfeigt. Als Duroy von Rousset entlassen wird und auch sein Wissen um Laroche-Mathieus Machenschaften wegen dessen Absetzung als Minister nicht mehr zur Erpressung reicht, entführt er kurzerhand die ihn verehrende Suzanne. Er zwingt Rousset, einer Heirat zuzustimmen, der sich nur Roussets Frau energisch widersetzt. Das Paar wird getraut.

## Wissenswertes
Die Dreharbeiten begannen im Februar 2010 und dauerten bis zum 20. April desselben Jahres. Sie fanden in Budapest und an verschiedenen Orten in England, der Heimat beider Regisseure, statt.
Obwohl die amourösen Abenteuer von Georges Duroy bereits mehrfach verfilmt worden waren,
fand der Film internationale Beachtung, so dass ein Einspielergebnis von über 8 Millionen Dollar verzeichnet wurde.